# Shoni Schimmel
Shoni Schimmel, née le 4 mai 1992 à Umatilla (Oregon) est une joueuse américaine de basket-ball. Issue d'une réserve indienne, elle connait une très forte popularité dans cette communauté. Elle est élue MVP du WNBA All-Star Game 2014.

## Biographie

### Les débuts
Elle est née dans une réserve indienne d'Umatilla en Oregon. Shoni Schimmel joue au basket-ball depuis l'âge de deux ans et dispute son premier tournoi à quatre ans. À 10 ou 12 ans, elle dit qu'elle shootait parfois jusque 2 heures du matin, ses parents la sachant en sécurité car « ils pouvaient m'entendre dribbler. »
Si elle s'affirme jeune dans son premier lycée de Hermiston High School dans l'est de l'Oregon, elle le quitte après son année sophomore pour la Franklin High School de Portland, afin d'accroître ses chances d'être recrutée en première division NCAA. En 2008, la famille quitte la réserve indienne d'Umatilla pour Portland sous l'impulsion de ses parents. En effet, la carrière de sa mère en basket-ball et en sprint s'était arrêtée au lycée après une grossesse à l'âge de 15 ans et elle ne put jamais jouer en NCAA à cause de réticences vis-à-vis des indiens. C'est ainsi qu'elle déclare : « J'aime la réserve. Mais je veux que mes enfants aient des opportunités équitables (...) Parfois, il faut sortir de sa zone de confort et se lancer. »
En 2010, elle est sélectionnée All-American par la Women's Basketball Coaches Association, qui regroupe les vingt meilleures lycéennes du pays. Elle inscrit six points,. Elle figure également dans la sélection du magazine Parade.
Ses statistiques en senior sont de 29,8 points, 9,0 rebonds, 7,3 passes décisives et 5.5 interceptions. Elle marque un total de 2 120 points au lycée, le sixième total historique en Oregon.

### Carrière universitaire
Ses 387 paniers à trois points sont le cinquième meilleur total historique en NCAA, à seulement cinq unités du record absolu. Elle est la première des Cardinals de Louisville à cumuler au moins 2 000 points et 500 passes décisives avec 2 174 points et 600 passes décisives, étant à la fois la meilleure marqueuse et passeuse de sa formation pendant ses trois dernières années NCAA. Seule Angel McCoughtry et ses 2 779 points la devancent à la marque pour Louisville. En senior, elle inscrit en moyenne 17,4 points, 4,5 rebonds et 3,8 passes décisives.
En son année junior, les Cardinals atteignent la finale NCAA 2013. Elle est nommée Most Outstanding Player du tournoi régional d'Oklahoma City après une victoire 82 à 81 face au champion en titre les Bears de Baylor. Dans cette rencontre, elle défie la pivot Brittney Griner en contre-attaque en réussissant à éviter son contre en tirant en suspension dos au panier, figure qu'elle reproduira face à elle au WNBA All-Star Game 2014.
En senior, Schimmel a des moyennes de 17,1 points par rencontre et est nommée All-American par l'USBWA et Associated Press,. En 2014, Louisville atteint l'Elite Eight. Schimmel établit avec 118 paniers à trois points un nouveau record de l'université sur la saison et sur une rencontre avec neuf réussites contre Memphis. Sa sœur Jude est sa coéquipière depuis son année sophomore. Elle est élue dans le meilleur cinq de la conférence lors de ses trois dernières saisons, d'abord dans la Big East en 2012 et 2013, puis AAC en 2014.

### USA Basketball
Schimmel est choisie dans l'équipe américaine qui dispute les Mondiaux universitaires à Kazan (Russie). Dirigée par Sherri Coale, l'équipe remporte avec un écart d'au moins 30 points ses quatre premières rencontres. Les Américaines battent les Suédoises en quarts de finale puis l'Australie en demi-finales sur le score étriqué de 79 à 78. En finale, elles disposent des Russes 90 à 71, Schimmel marquait 4,6 points sur la moyenne du tournoi.

## Carrière professionnelle

### WNBA
Elle est choisie en 8e position de la draft WNBA 2014 par le Dream d'Atlanta. C'est son coach Michael Cooper qui lui donne le surnom de Showtime (au lieu de Sho précédemment). Dès l'été 2014, son maillot est la plus vendu de toutes les joueuses WNBA.
Rookie, elle est sélectionnée dans le cinq de départ du All-Star Game 2014, car bénéficiant d'un soutien massif de la communauté indienne. Elle n'est que la troisième non titulaire de l'histoire de la ligue à participer au All-Star Game. Avec 29 points dont sept paniers à trois points (nouveaux records de points inscrits et de paniers primés pour un All-Star Game), elle est élue meilleure joueuse de la rencontre.
Jugée en mauvaise condition physique par son coach, elle voit son temps de jeu baisser pendant la première moitié de sa seconde saison. Ses statistiques pour sa deuxième saison sont de 7,6 points avec 38,3 % de réussite à trois points et 3,2 passes décisives. Avant lé début de la saison WNBA 2016, elle est échangée par le Dream contre le deuxième tour de la draft WNBA 2017 de Liberty de New York.
Sa moyenne de points à New York n'est que de 2,1 points en 2016. Sa saison se termine prématurément après un traumatisme crânien fin août. Elle ne se présente pas au camp d'entraînement 2017. Elle annonce en mai renoncer à la saison 2017 pour raisons personnelles.
En 2018, elle reprend le camp d'entraînement du Liberty enfin remise de sa commotion cérébrale de 2016. Elle est engagée en début de saison par les Aces de Las Vegas, mais remerciée après deux rencontres et le retour d'Europe des titulaires sur les lignes arrières.

## Impact communautaire
Élevée dans une réserve indienne de l'Oregon, elle est le sujet d'un documentaire de Jonathan Hock intitulé Off the Rez qui narre son combat pour obtenir une bourse sportive NCAA. Elle apporte aux Cardinals un jeu plus enjoué dit « Rez Ball » (« Rez » en référence aux réserves) : « It’s run and gun, shoot whenever you’re open, trust in your heart . » 
Shoni Schimmel, à part et à un degré moindre sa sœur Jude, est une des rares sportives indiennes à connaître une grande réussite sportive. Bien que le basket-ball soit un sport populaire dans les réserves, la NCAA ne dénombre que 4 joueurs et 22 joueuses en Division I NCAA en 2011-2012. Alors que 30 à 50 % des indiens ne finissent pas leurs études au lycée, les sœurs Schimmel sont un contre-exemple et une source d'inspiration dans leur peuple pour ne pas se résigner à la pauvreté, aux addictions ou aux grossesses précoces. 
Elle dispose d'un fort soutien populaire obtenant ainsi presque autant de votes que Maya Moore pour le All-Star Game 2014, grâce au soutien massif de la communauté indienne. Durant la rencontre, la plupart de ses paniers s'accompagnent d’encouragements de ses coéquipières et du public imitant les cris indiens.

## Palmarès
- Médaille d'or des Mondiaux universitaires 2013 à Kazan[13]
- Finaliste du championnat NCAA 2013[10]

## Distinctions personnelles
- WBCA All-American 2010[6]
- All-American – USBWA (2014)
- Second cinq AP (2014)
- Meilleur cinq American Athletic Conference (2014[9])
- Meilleur cinq de la Big East Conference (2012, 2013[9])
- Most Outstanding Player du tournoi régional NCAA à Oklahoma City en 2013[9]
- Sélection pour le WNBA All-Star Game : 2014[2] et 2015[22]
- MVP du WNBA All-Star Game en 2014 [2]